# 相馬佳一郎
相馬 佳一郎（そうま けいいちろう、1871年9月1日（明治4年7月17日） - 没年不明）は、日本の農民、新潟県多額納税者。

## 人物
新潟県北蒲原郡乙村（のち中条町、現・胎内市）出身。相馬熊次郎の長男。1894年、慶應義塾大学部文学科を卒業。1919年、家督を相続する。農業を営み、新潟県多額納税者に列する。貴族院多額納税者議員選挙の互選資格を有する。住所は新潟県北蒲原郡乙村荒井浜。

## 家族・親族
相馬家
- 父・熊次郎[8]（新潟平民）[7]
- 妹[6]
- 弟[5]
- 妻・キミ（1881年 - ?、新潟、丹後直平の妹）[3][6]
- 長男・千里（1901年 - ?）[3]
- 二男[6]
- 三男[5]
- 長女[6]
- 二女[5]
- 孫[6]

親戚
- 妻の兄・丹後直平（衆議院議員）[7]